# رسالتان في الحكم المدني
رسالتان في الحكم المدني (بالإنجليزية: Two Treatises of Government)‏ الصادر بعنوان في الحكم المدني أيضًا، هو عمل في الفلسفة السياسية، نشره جون لوك بتوقيع مجهول في عام 1689. تهاجم الرسالة الأولى البطريركية، على شكل جمل منفصلة لدحض دعاوى روبرت فيلمر في كتابه بطريركا، بينما تؤطر الرسالة الثانية لأفكار لوك عن المجتمع المدني بناءً على الحقوق الطبيعية ونظرية العقد الاجتماعي.
يتباين المنشور مع الأعمال السياسية السابقة لجون لوك نفسه. في عمودين عن الحكم المدني، المكتوب في عام 1660، يدافع لوك عن موقف محافظ للغاية، ولكن لم ينشره لوك أبدًا. اشترك لوك أيضًا في تأليف الدساتير التأسيسية لكارولينا، العمل الذي يدافع عن الأرستقراطية، والعبودية، والقنانة. يتساءل البعض حول تعبير الدساتير التأسيسية لكارولينا عن فلسفة لوك، ويقترحون تعبيرها عن الإقطاعيين ملاك المستعمرة بدلًا من ذلك، كانت الوثيقة قانونية، وصدَّق عليها 8 إقطاعيين خصَّهم تشارليز الثاني بالمستعمرة. كان لوك في هذا السياق سكرتيرًا مدفوع الأجر، وكتب هذه الوثيقة كما يكتب المحامي وصية.

## السياق التاريخي
أطيح بالملك جيمس الثاني (السادس لاسكتلندا) في عام 1688، على يد البرلمانيين والحاكم العام لجمهورية هولندا ويليام الثالث من أورانج، ما أدى إلى ارتقائه للجلوس على العرش الإنجليزي ليكون ويليام الثالث ملك إنجلترا. حكم ويليام الثالث بالشراكة مع ماري الثانية، كبروتستانت. كانت ماري ابنة جيمس الثاني، ولها حق قوي في المطالبة بالعرش الإنجليزي.
تُعرف هذه الأحداث باسم الثورة المجيدة، وتُسمى أيضًا ثورة 1688. يدعي لوك في استهلاله للرسالتين أن غرضه منهما تبرير استحواذ ويليام الثالث على العرش، بينما يقترح بيتر لاسليت أن الجزء الأكبر من الكتابة انتهى بين عامي 1679-1680 (وروجع حتى انتقل لوك إلى المنفى في عام 1683). طبقًا للاسليت، كتب لوك الرسالتين في ظل أزمة الاستبعاد، التي كانت تحاول منع جيمس الثاني من الحصول على العرش في المقام الأول. قدم أنتوني آشلي-كوبر، الإيرل الأول لشافتسبيري، ومعلم لوك وصديقه، قدم الوثيقة، ولكنها كانت غير ناجحة في البداية. اعترض ريتشارد أشكرافت بأن حزب شافتسبيري لم يدافع عن الثورة في أثناء أزمة الاستبعاد، ليتبع في ذلك اقتراح لاسليت بكتابة الرسالتين قبل الثورة. ويقترح أنهم يرتبطون بالمؤامرات الثورية المنتشرة في الأرجاء، والتي عُرفت باسم مؤامرة راي هوس. أُجبر لوك وشافتسبيري على المنفى مع آخرين، وأُعدم البعض، مثل سيدني، بتهمة الخيانة. علم لوك بخطورة عمله، ولم يعترف به أبدًا أثناء حياته.

## الأفكار الأساسية
تنقسم الرسالتان إلى الرسالة الأولى والرسالة الثانية. العنوان الأصلي للرسالة الثانية يظهر أنه كان ببساطة «الكتاب الثاني»، المتسق مع عنوان الرسالة الأولى «الكتاب الأول». اهتم لوك بوجاهته قبل النشر، من خلال إدراج عنوان منفصل: «مقالة تخض الأصل الحقيقي للحكومة المدنية ومداها وغايتها». تركز الرسالة الأولى على دحض أفكار السير روبرت فيلمر، وخاصة كتابه بطريركا، الذي يطرح أن المجتمع المدني يتأسس على بطريركية إلهية. يتوغل لوك في حجج فيلمر، ويتحدى أدلته من النصوص المقدسة، ويسخر منها واصفًا إياها باللغو، وينتهي مستنتجًا استحالة تبرير الحكم على أساس الحق الإلهي للملك.
تؤطر الرسالة الثانية لنظرية عن المجتمع المدني. يبدأ لوك بوصف حالة الطبيعة، في صورة مستقرة عن صورة توماس هوبز عنه، والمتمثلة في «حرب كل الرجال ضد كل الرجال»، ويطرح أن كل الرجال سواسية في حالة الطبيعة التي أقامها الإله. ويستمر بشرح النشوء الافتراضي للملكية والحضارة، وفي تلك الأثناء يشرح أن شرعية الحكومة تُكتسب فقط من موافقة الشعب عليها. وبالتالي، يمكن الإطاحة بأي حكومة -ولو نظريًا- لم تحصل على تأييد الشعب.

## روابط خارجية
- رسالتان في الحكم المدني على موقع الموسوعة البريطانية (الإنجليزية)